# Child of Light
Child of Light es un videojuego de rol y plataformas desarrollado por Ubisoft Montreal y publicado por Ubisoft. Se lanzó para Microsoft Windows, PlayStation 3, PlayStation 4, Wii U, Xbox 360 y Xbox One en abril de 2014, para PlayStation Vita en julio de 2014 y para Nintendo Switch en octubre de 2018. Se desarrolló con UbiArt Framework.
Child of Light tiene lugar en la tierra mítica de Lemuria. Aurora, una niña, se encuentra en Lemuria después de desparecer de su casa. Para regresar a su mundo, ella debe recuperar el sol, la luna y las estrellas de Lemuria que han sido robadas por Umbra la Reina de la Oscuridad.

## Sistema de juego
Child of Light se describió tener atributos de side-scroller y videojuego de rol. El combate uso un sistema similar al sistema de batalla activa en videojuegos como Final Fantasy y Grandia. El jugador puede controlar hasta dos personajes en batalla, mientras los otros personajes pueden ser usado para la sustitución. Se puede encontrar hasta tres enemigos en batalla. Dependiendo de la dirección al acercarse al enemigo, el inicico de la batalla será distinto. Si el jugador se acerca los enemigos desde atrás, se considera un "Golpe Sorpresa" que da ventaja al jugador. Si los enemigos se acercan el jugador, se considera una "Emboscada" que da ventaja a los enemigos. El carácter Igniculus es una mecánica especial en el juego. El jugador puede mover Igniculus libremente como un cursor de ratón para ralentizar enemigos o curar aliados.

## Historia
La historia empieza en 1895 en Austria, con un duque y su hija Aurora. Antes de Pascua, Aurora enfermó misteriosamente, y pareció haber muerto durmiendo. El duque cayó en la desesperación y se llevó postrado una cama.
El jugador toma el control de Aurora cuando ella se despierta en un altar en la tierra de Lemuria. Ella hizo amistad con una luciérnaga de nombre Igniculus, quien la condujo a un monasterio donde la Dama del Bosque se encuentra encarcelada. Al recibir su libertad, La Dama cuenta a Aurora la historia de Lemuria: Lemuria fue gobernado una vez por la Reina de la Luz hasta una noche, cuando ella desapareció misteriosamente. En la oscuridad, subió Umbra, la Reina de la Oscuridad, quien mandó a sus hijas a robar la luz de Lemuria — el sol, las estrellas, y la luna. 
A cambio de un camino a casa, Aurora acordó recuperar la luz de Lemuria. La Dama también reveló a Aurora que los dos mundos fueron vinculados por un espejo detrás del trono que fue robado por Umbra. La Dama le dio a Aurora las estrellas de Lemuria que concedió a Aurora la habilidad de volar.
En su búsqueda, Aurora se unió con Rubella una bufona de Aerostati quien esta en busca de su hermano Tristis, Finn un hechicero joven de Capilli cuya aldea fue plagado de una maldición, Norah hermanastra de Aurora, quien se cayó en el espejo a Lemuria, Robert un emprendedor de Populi, y Tristis hermano de Rubella.
El grupo eventualmente localizó el espejo al mundo de Aurora. Al entrar, Aurora se enfrenta inmediatamente a su madrastra y la otra hermanastra Cordelia. Norah reveló que condujo a Aurora en una trampa y su madre quien es la madrastra de Aurora, y quien también es Umbra , la Reina de la Oscuridad. Esto significa que Norah y Cordelia son Nox y Crepusculum, las hijas de Umbra que se mandaron a robar el sol y la luna de Lemuria. Aurora aprendió también que la rival de Umbra, la Reina de la Luz, es de hecho su madre. Umbra intentó matar a Aurora, pero la corona falsa de Aurora—un regalo de su padre—la protegió. Echaron a Aurora en la prisión y le dejaron morir.
Al despertar, Aurora se unió con Óengus, un carcelero Kategida que prometió pelear contra la oscuridad. Rescataban los otros y dejaban la torre, se enfrentaron por Crepusculum, la hermanastra que tuvo la luna. Después le derrotaron y adquirieron la luna, Aurora y su grupo se dirigieron al mar de Cynbel en busca del sol. Cuando cruzaban el mar de Cynbel, se unieron por Genovefa, una bruja de la aldea de los Piscis.
Después de haciendo su camino del Palacio del Sol, Aurora y los demás se encontraron y derrotaron Nox, la hermanastra que tuvo el sol. Umbra llegó pronto, enojaba con las muertes de sus hijas, pero ofreció a Aurora la oportunidad de reunirse con su padre para la luna y las estrella de Lemuria. No quería abandonar la gente de Lemuria a sus hados, Aurora lo rechazó. Esto llevó a Umbra asesinando su padre. Con la muerte del duque, la falsa corona que protegía Aurora se desapareció, la dejaba vulnerable a la magia de Umbra. Herida gravemente, Aurora se arrastró hasta su escape con el sol de Lemuria.
Igniculus, con la ayuda de sus amigos de luciérnagas, llevaron a Aurora al altar donde ella llegó en Lemuria inicialmente. En su lado del altar fue la Dama de la Bosque, que se reveló a ser la Reina de la Luz — madre de Aurora. Restauró Aurora con la ayuda de toda la gente Aurora ayudado en su vieje. Con su poder renovado, Aurora voló rápidamente al cielo a castillo de Umbra y la derrotó.
El juego terminó con una visión mostraba la muerte de duque y la inundación de las aguas en el mundo de Aurora. Con la ayuda de sus amigos de Lemuria, Aurora rescató la gente de su mundo de la inundación conduciendolos a Lemuria.

## Desarrollo
Inicialmente, se reveló en GDC Europe 2013 por Patrick Plourde, Child of Light se inspiró por estilos de arte de Studio Ghibli y Yoshitaka Amano, además la presentación es similar a videojuegos como Vagrant Story, Final Fantasy VIII yLimbo. Durante el desarrollo, el programador principal fue Brie Code.
La banda sonora original tiene 18 pistas y fue compuesta por Béatrice Martin, también conocida como Cœur de Pirate, una cantautora de Quebec.
Child of Light recibió reseñas mayormente positivas.
En 30 de abril de 2015, Ubisoft publicó un libro electrónico titulado Child of Light: Reginald the Great para celebrar el primer aniversario del videojuego. Escrito por autor del juego Jeffrey Yohalem, la historia del libro introdujo un nuevo carácter Reginald y su odisea en Lemuria.